# Blood for the Blood God
Blood for the Blood God è il settimo album del gruppo celtic metal irlandese Cruachan, pubblicato nel 2014.

## Tracce
1. Crom Cruach – 1:06
2. Blood for the Blood God – 5:49
3. The Arrival of the Fir Bolg – 6:27
4. Beren and Luthien – 5:47
5. The Marching Song of Fiach Mac Hugh – 3:22
6. Prophecy – 4:52
7. Gae Bolga – 4:04
8. The Sea Queen of Connaught – 7:26
9. Born for War (The Rise of Brian Boru) – 5:52
10. Perversion, Corruption and Sanctity, Pt. 1 – 5:51
11. Perversion, Corruption and Sanctity, Pt. 2 – 4:31

## Formazione
- Mauro Frison - batteria, percussioni
- Erin Fletcher - basso
- John Ryan - violino, violoncello, contrabasso
- Keith Fay - voce, chitarra, bouzouki, mandolino, bodhrán, percussioni, tastiere, pianoforte
- John Fay - tin whistle, low whistle, percussioni
- Kieran Ball - chitarra